# Société de jeunesse
 (juillet 2016).
Si vous disposez d'ouvrages ou d'articles de référence ou si vous connaissez des sites web de qualité traitant du thème abordé ici, merci de compléter l'article en donnant les références utiles à sa vérifiabilité et en les liant à la section « Notes et références ».
Pour les articles homonymes, voir Jeunesse.
Une société de jeunesse (abrégé jeunesse), est un groupement de jeunes célibataires en âge de se marier.

## Histoire
Une jeunesse est traditionnellement, dans toute l'Europe, une association qui regroupe de jeunes hommes et femmes célibataires d'un village ou d'une ville dès leur 15e ou 16e année. Organisées à l'origine sur le modèle des structures corporatistes médiévales, elles comportent à travers les âges de multiples formes perpétuées oralement, sous les noms abbaye ou royaume. On en trouve des premières traces écrites au XVIIe siècle.

## Événements
Annuellement, des manifestations appelées girons de jeunesse sont organisés dans les diverses régions et districts des cantons de Vaud et Fribourg, en Suisse.